# Слога (Кралєво)
Футбольний клуб Слога або просто Слога (серб. Фудбалски клуб Слога Kpaљeвo) — професійний сербський футбольний клуб з міста Кралево. Зараз команда виступає в Зональній лізі Морава, четвертому за силою чемпіонаті Сербії з футболу.

## Історія

### Передісторія
В 1909 році колишній капітан кавалерії Мр. Делич прибув до Кралева з Шибеника й віз з собою перший м'яч, а пізніше поїхав з ним до Земуна. Він тікав від австро-угорської армії з Белграду і, незабаром, переїхав до Кралева.
Перший матч клубу відбувся на Дивілє Полє, дитячому майданчику, який знаходився через дорогу від старого залізничного вокзалу. «Жича» був створений в 1919 році та став першим футбольним клубом в Кралєво. Перші матчі нового клубу були зіграні проти «Вікторії» (Чачак) та військової академії. В обох поєдинках «Жича» зазнав поразки. Три роки по тому клуб змінив свою назву на «Ібар» т розпочав виступи в Лізі Крагуєваць. Клуб проіснував до 1941 року. Після завершення бойових дій на території краю, в квітні 1945 року, група молодих спортсменів-ентузіастів заснувала новий клуб, який отримав назву «Слобода».
Першим президентом команди був Міле Митрович. У клубі в той час виступали: Міле Прибакович, Десанка Віторович, Станко Лекич, Міля Танасиєвич, Ратко Стоїч, Нікола Наумович, Мийо Костич, Гране Стриєлич та інші. В той час матчі проходили в центрі міста, нині на цьому місці знаходиться басейн.
Перший матч «Слобода» зіграла проти команди «Стрелячки баталіон» («Стрілецький батальйон»), який на той час базувався в Кралєво. Їх форма була червоно білого кольору та була зроблена з парашутів. У підсумку «Слобода» перемогла з рахунком 10:1. У матчі кваліфікації за право виходу до Першої ліги Сербії команда змагалася з Борацом (Чачак). Після першого тайму «Слобода» вела з рахунком 2:0. «Борац» забив м'яч на початку другого тайму, який мав бути скасований через положення поза грою. Через кілька хвилин «Борац» забиває вдруге, а потім за 10 хвилин до завершення поєдинку встановлює остаточний рахунок. По завершенню поєдинку між гравцями обох клубів розпочалася бійка, а через деякий час до неї долучилися й фанати обох команд. Через цей інцидент команду було розформовано. А через декілька місяців Локомотіва та Слобода злилися в одну команду, яка отримала назву Слога.

### Від перших років існування нового клубу до сьогодення
На початку 1950-их років «Слога» виступала в Другій лізі чемпіонату Сербії, в якій на той час виступали 40 клубів. По завершенні сезону «Слога» посіла перше місце та вийшла до Першої ліги чемпіонату Сербії. Після листа ЦК КПЮ (Комуністичної партії Югославії) усі сербські ліги були скасовані, а замість них було сформовано регіональні ліги. В той час команда виступала в Лізі Крагуєвац. В 1958 році формат футбольних змагань знову було змінено: замість чотирьох регіональних ліг було створено дві — Схід та Захід. Найбільшого в своїй історії успіху «Слога» досягла в сезоні 1969/70 років коли за підсумками виступів у Другій лізі посіли перше місце, при цьому «Слога» випередила свого найпринциповішого суперника, «Борац» (Чачак). У тому сезоні команда зазнала лише однієї поразки, від «Црвенки». В разі перемоги над цим суперником «Слога» вийшла б до Першої ліги, але клубу цього зробити не вдалося. Навіть сьогодні фани клубу старшого покоління обговорюють цей матч.
З тих пір клуб виступав досить вдало, допоки не вилетів до нижої ліги. З того часу й до початку 1990-их років «Слога» жодного разу не підвищувалася у класі, але в той же час і не вибувала до нижчого дивізіону. В сезоні 1992/93 років команда виступала в Другій лізі, але за підсумками сезону посіла 17-те місце та вибула до ничої ліги. Перший матч у новій лізі «Слога» зіграла проти свого іншого принципового суперника, ФК «Младост» (Бачки Ярак), який завершився нульовою нічиєю. Наступний матч вони програли з рахунком 2:5. «Слога» повернулася до Другої ліги в 1998 році й виступала в ній до 2002 року. Після лише одного року виступів у Сербській лізі клуб вилетів до Зональної ліги Сумадія. Але ве через два роки вони повернулися до Сербської ліги Захід. У сезоні 2008/09 років «Слога» перемогла в Сербській лізі Захід та кваліфікувалая для участі в Першій лізі Телеком чемпіонату Сербії. Але ве за підсумками свого дебютного сезону у Першій лізі команда посіла 16-те місце та повернулася до Сербської ліги Захід. В сезоні 2010/11 років «Слога» дійшла до 1/16 фіналу Кубку Сербії, в якому в присутності 5 000 уболівальників зустрічалася з «Црвеною Звездою», але зазнав поразки з рахунком 0:2. У сезоні 2010/11 років клуб знову виграє Сербську лігу Захід, і після одного сезону в Сербській лізі, повертається до Першої ліги.

## Досягнення
- Сербська ліга Захід
  -  Чемпіон (2): 2008/09, 2010/11

## Стадіон
Стадіон Слоги знаходиться на вулиці Індустріальна. Поряд зі стадіоном знаходиться автовокзал та залізничний вокзал. Стадіон має дві трибуни: північну та південну. Він здатний вмістити приблизно 4 000 уболівальників, але рекорд за кількістю уболівальників на одному матчі було встановлено в 1973 році, це був матч Першої ліги чемпіонату Югославії проти ФК «Црвенка», на якому були присутніми 8 000 фанатів.

## Уболівальники
Найбільша організована фанатська група уболівальників Слоги відома під назвою «Kasapi» («Січовики»).

## Склад команди
Станом на 3 вересня 2016
| № | Поз. | Нац.   | Гравець                                                       |
| - | ---- | ------ | ------------------------------------------------------------- |
|   | ВР   | Сербія | Мар'ян Спасоєвич                                              |
|   | ВР   | Сербія | Марко Манич                                                   |
|   | ЗХ   | Сербія | Лазар Дунич                                                   |
|   | ЗХ   | Сербія | Владимир Чолич                                                |
|   | ЗХ   | Сербія | Алекса Обрадович                                              |
|   | ЗХ   | Сербія | Златоє Павлович (капітан)                                     |
|   | ЗХ   | Сербія | Неманья Гвозденович                                           |
|   | ЗХ   | Сербія | Неманья Данилович                                             |
|   | ЗХ   | Сербія | Марко Милошевич                                               |
|   | ПЗ   | Сербія | Мілан Павлович                                                |
|   | ПЗ   | Сербія | Ненад Ковачевич (в оренді з клубу ФК «Караджордже» (Рибниця)) |
|   | ПЗ   | Сербія | Стефан Ігнятович                                              |

| № | Поз. | Нац.   | Гравець             |
| - | ---- | ------ | ------------------- |
|   | ПЗ   | Сербія | Ілія Марич          |
|   | ПЗ   | Сербія | Марко Радославлєвич |
|   | ПЗ   | Сербія | Мілан Бояновський   |
|   | ПЗ   | Сербія | Стефан Дрманац      |
|   | ПЗ   | Сербія | Нікола Джорджевич   |
|   | ПЗ   | Сербія | Суад Гушані         |
|   | ПЗ   | Сербія | Срджан Крстич       |
|   | НП   | Сербія | Джордже Філіпович   |
|   | НП   | Сербія | Страхиня Ябланович  |
|   | НП   | Сербія | Андрія Матич        |
|   | НП   | Сербія | Урош Ніколич        |
|   | НП   | Сербія | Нікола Пантович     |

## Відомі гравці
Ниче наведений список гравців клубу, які свого часу представляли національні збірні
- Драган Младенович
- Мілан Дудич
- Мілан Райлич
- Ненад Ковачевич
- Слободан Янкович
- Александар Трифунович
- Александар Лукович
- Борис Милошевич
- Владислав Джукич
- Душан Анделкович
- Деян Радженович
- Бобан Дмитрович
- Ешреф Фиюлянин

Гравці, які пройшли через молодіну школу Слоги
- Александар Тришович
- Деян Лекич